# Społeczność
Społeczność – połączona ze sobą za pomocą więzi społecznych zbiorowość ludzi należących do pewnego środowiska społecznego i powiązanych ze sobą np.:
- wspólnym obszarem zamieszkania, np. społeczność lokalna
- sposobem wzajemnej komunikacji, np. społeczność internetowa
- wykonywanym zawodem, np. społeczność nauczycieli
- wyznawanymi wartościami, np. społeczność religijna

Pojęcie społeczności jest bliskie pojęciu grupy społecznej.
W zoologii pojęciem bliskim do pojęcia społeczności jest kasta eusocjalna.